# Locustogammarus aestuariorum
Locustogammarus aestuariorum is een vlokreeftensoort uit de familie van de Anisogammaridae. De wetenschappelijke naam van de soort is voor het eerst geldig gepubliceerd in 1972 door Nina Liverjevna Tzvetkova.